# Syscalma
Syscalma is een geslacht van vlinders van de familie sikkelmotten (Oecophoridae), uit de onderfamilie Oecophorinae.

## Soorten
- S. cleophanta Meyrick, 1922
- S. prymnaea Meyrick, 1920
- S. pyroptera Meyrick, 1933
- S. stenoxantha Turner, 1940